# Proflight Zambia
Proflight Zambia – zambijska linia lotnicza z siedzibą w Lusace. 
Założona przez byłego pilota Zambian Airways, Tony'ego Irwina, jako Proflight Air Sevices. W 1997 uzyskał pierwszą licencję na loty do Mfuwe. Wraz z nowymi inwestorami w 2004 utworzono Proflight Commuter Services. 
30 czerwca 2009 linia zyskała autoryzację Zambia Competition Commission do wsparcia Zambezi Airlines. W 2010 firma zmieniła nazwę na Proflight Zambia.
Linia oferuje regularne loty z Lusaki, Livingstone, Chipata, Kasamy, Mansy, Mfuwe, Ndola i Solwezi.  
Proflight Zambia zatrudnia ogółem 162 osoby personelu, z których ponad 85% to Zambijczycy. W 2009 zaledwie 10% pilotów Proflight było Zambijczykami, zaś w 2011 – ponad 50%.

## Flota
- 2 Beechcraft Baron
- 2 Britten-Norman Islander
- 2 Cessna 208 Caravan
- 1 Embraer 120
- 3 Jetstream 32
- 1 Piper Chieftain[8]